# Frank Cappello
Pour les articles homonymes, voir Cappello.
Frank Cappello est un réalisateur américain.

## Filmographie partielle
- 1993 : American Yakuza (en)
- 1995 : FBI, un homme à abattre (No Way Back)
- 2007 : He Was a Quiet Man